# Алтостратус
Алтостратус (лат. alto — висок и stratus — слој) је врста средњег облака. Називају се још и високо-слојевити. Настају од смрзнуте водене паре и настанком кристала. Састоје се влакнастих и браздастих вела сиве до плавичасте боје. Светлост се кроз њих слабо пробија. Простиру се не неколико хиљада километара у хоризонталном правцу. Развијају се на висини од 3.000—5.000 метара. Улазе у састав фронталних облачних система и дају слабе падавине.

## Подела
Алтостратуси се могу поделити на неколико врста и подврста:
- — високо-слојевит провидан
- — високо-слојевит непровидан
- — високо-слојевит двослојан
- — високо-слојевит таласаст
- — високо-слојевит зракаст